# Ius sanguinis
Ius sanguinis (del latín, ‘derecho de sangre’) es el criterio jurídico que puede adoptar un ordenamiento para la concesión de la nacionalidad. Según el ius sanguinis, una persona adquiere la nacionalidad de sus ascendientes por el simple hecho de su filiación (biológica o incluso adoptiva), aunque el lugar de nacimiento sea otro país.

## Diferencia con elius soli

Estados con ius soli irrestricto
Estados con ius soli con modificaciones (por ejemplo, condiciones adicionales) o con ius domicili
Estados en los que se ha abolido el ius soli
Estados con ius sanguinis o ley de ciudadanía

Si bien a través del ius sanguinis una persona adquiere la nacionalidad de un país en función de su origen, el ius soli otorga la nacionalidad a aquellos nacidos en territorio nacional.
Literalmente, el ius sanguinis es el derecho de la sangre, expresión latina que implica que la identidad nacional es algo heredado de los padres, una identidad colectiva que se transmite de generación en generación. El ius soli, por el contrario, correspondería al derecho del suelo, lo que implica que la identidad viene determinada por el preciso lugar en el que se encuentran los progenitores de la persona en el momento de su nacimiento independientemente del origen de los mismos.
El ius soli se sigue en países anglosajones y en aquellos países que han experimentado durante los últimos siglos inmigraciones masivas, mientras que el ius sanguinis se ha optado en la mayor parte de los Estados europeos.

## Algunos casos
- El ius sanguinis es el criterio principal para la atribución de la nacionalidad de origen en España (son españoles todos los hijos de españoles, según el artículo 17.1 del Código Civil),[2] Italia, Alemania, Túnez, Hungría y Polonia.

- En Colombia, la Constitución política de 1991,[3] en su artículo 96, determina que se es colombiano por nacimiento cuando se tenga al menos una de estas condiciones: que el padre o la madre hayan sido naturales o nacionales colombianos (ius sanguinis) o que, siendo hijo de extranjeros, alguno de sus padres estuviere domiciliado en la República en el momento del nacimiento (ius domicili).

- En la Constitución de Venezuela se prevé el uso de ambos sistemas en su Artículo 32.º enuncia: «Son venezolanos y venezolanas por nacimiento: 1. Toda persona nacida en el territorio de la República. (ius soli) 2. Toda persona nacida en territorio extranjero, hijo o hija de padre venezolano por nacimiento y madre venezolana por nacimiento. (ius sanguinis)».

- La República de El Salvador consagra este criterio, en el Art. 90 Num. 2.º de su Constitución, sin embargo, en el numeral precedente a este reconoce el ius soli tanto así como la mixta.